# Muhammad ibn Abi Hudhayfa
Muḥammad ibn Abī Ḥudhayfa (in arabo محمد بن أبي حذيفة‎?; fl. VII secolo) è stato il figlio di Abu Hudhayfa ibn 'Utba, un musulmano di Mecca che era emigrato in Abissinia nella Piccola Egira.
Qui nacque appunto il fanciullo e, quando suo padre fu ucciso da shahīd nella battaglia di 'Aqraba', in Yamama, fu allevato come un figlio da ʿUthmān b. ʿAffān.
Ambizioso, ma deluso dal fatto che il padre adottivo (peraltro noto per il suo nepotismo una volta diventato califfo) non gli avesse affidato una carica più importante di quella di aiutante del Walī d'Egitto (e suo conquistatore) 'Amr ibn al-'As, Muhammad svolse un ruolo importante nel complotto che portò all'assedio della Dār al-Imāra (la residenza califfale) a Medina e alla selvaggia uccisione di ʿUthmān nel 656.